# シモン・フョードロヴィチ・ウシャコフ
シモン（ピメン）フョードロヴィチ・ウシャコフ（ロシア語:  Симон (Пимен) Фёдорович Ушаков, 1626年 -  1686年6月25日）は、ロシアのイコン画家。モスクワで生まれ、モスクワで死去した。

## バイオグラフィー

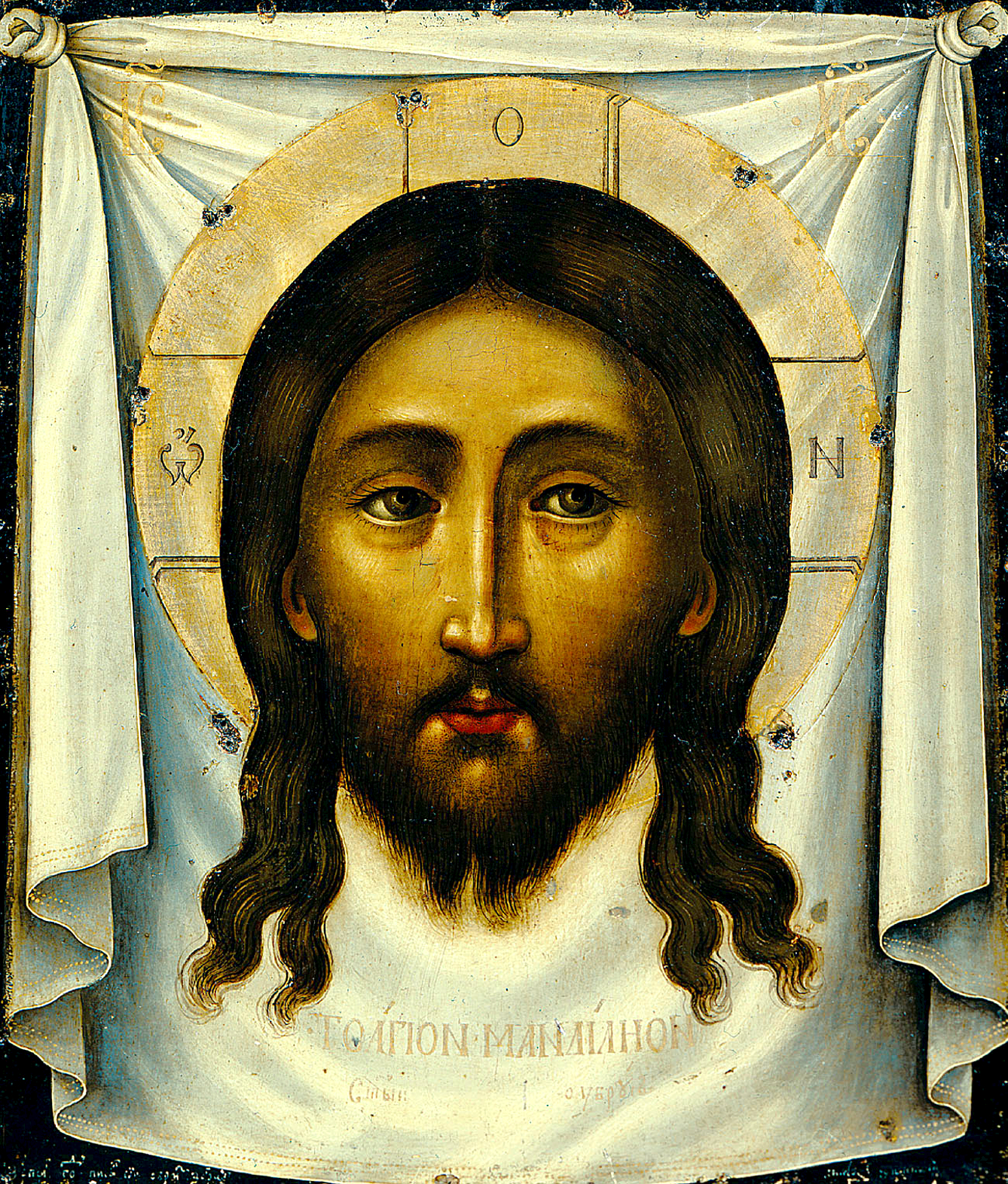
手で作られていない救世主、 1658年に至聖三者聖セルギイ大修道院のために書かれた

シモン・ウシャコフは、1626年にモスクワで生まれた。
彼はおそらく市民階級の出身であり、22歳のときに国家機関であるアーモリーオーダー内のシルバーチャンバーに有給の職人として入っていることから見て、非常に早い段階で彼の専門分野の徹底的な準備教育を受けていたようである。ここでの彼の直接の任務は、「署名」、つまり、主に金、銀、エナメルのアイテム、バナーのペイント、針細工のパターンの作成、地図の描画、計画など、教会の道具や宮殿で使用されるさまざまなアイテムの図面を作成することでした。等熱心な作品、彼が描いた、加えて、実行イメージの中庭のため、教会や個人、そしてすぐにモスクワで最高のイコン画家としての名声を得ました。
1664年にウシャコフがシルバーチャンバーからアーモリーオーダーに異動したことで、彼の活動の範囲は拡大し、彼の名声はさらに高まった。彼は他の皇帝の巨匠の頭になり、イコン画家の学校全体を形成しました。皇帝アレクセイ・ミハイロヴィッチと彼の後継者たちの王位の恩恵を享受し、芸術的部分についてあらゆる種類の指示を実行し、彼が死ぬまで彼は満足と尊敬の念を持って生きました。
シモン・フェドロビッチ・ウシャコフは1686年6月25日に故郷で亡くなった。

## 作品

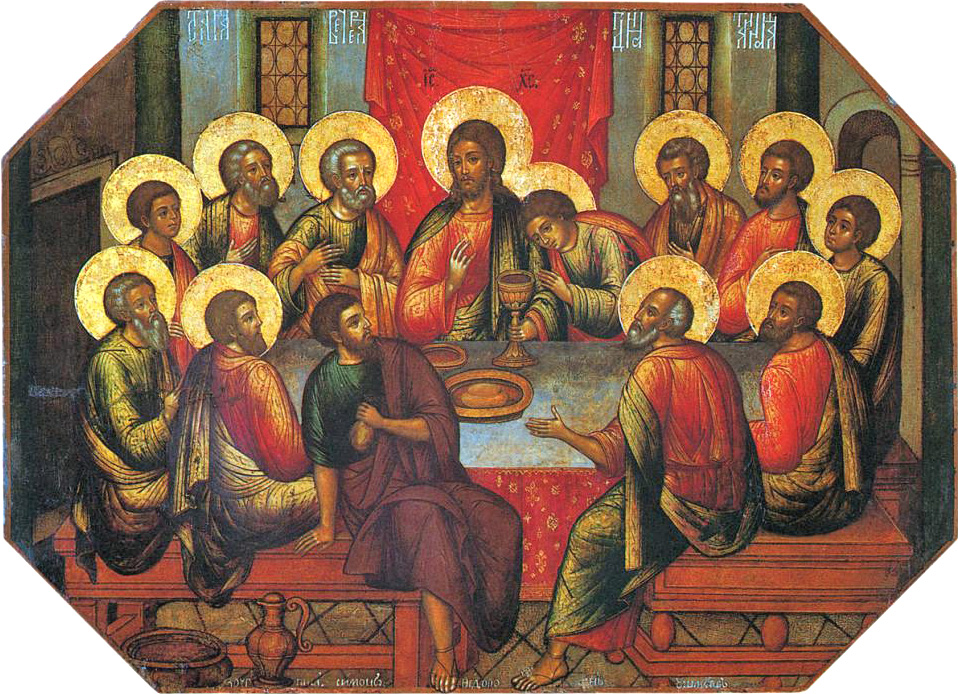
最後の晩餐(1685年)

ウシャコフによって描かれた多くのイコンが現存するが、それらのほとんどは後の記録と修復によって歪められている。保存状態がよく興味の対象となる作品として、アカフィストで囲まれた受胎告知（モスクワ、ジョージアの生神女教会）、ウラジーミルの生神女とモスクワの聖人 （同上）、聖セオドア・ストラティレイツ（大天使大聖堂の皇帝フョードル・アレクゼーヴィッチの墓にある後援のアイコン）、手で作られていない救世主（至聖三者聖セルギイ大修道院）、聖霊の降臨（同上）、皇帝ミハイル・フョードロヴィチとアレクセイ・ミハイロヴィッチの肖像画（聖天使首大聖堂）などのイコンを挙げることができる。これらの作品は、ウシャコフの他の作品と同様に、彼が、当時の技術のすべての手段を完全に習得した高度な技術を持つ才能のある芸術家であったことを証明している。「古代のモデルに従ってアイコンを描く」という当時の規則とは異なり、ウシャコフは西洋美術に無関心ではなかった。17世紀のロシアでは、西洋美術の影響がすでに強く広がっていた。原始的なロシア・ビザンチンのイコン絵画に基づいて、彼は伝統的な「ポシブ」スタイルと新しいいわゆる「フラジ」スタイルの両方に従って書き、新しい構成を発明し、西洋のモデルと自然を綿密に調べ、画像に個性と動きを与えようとした。ウシャコフの業務には、彫刻家のための絵を描くことが含まれていた。Д. А. ロビンスキー（Дмитрий Александрович Ровинский）の「ロシアの彫刻家の詳細な辞書」には、彼が描いた2つのエッチングが示されている。
彼は「ロシア君主の木」のイコンを描いている。ru:Древо государей Российских参照

## ギャラリー

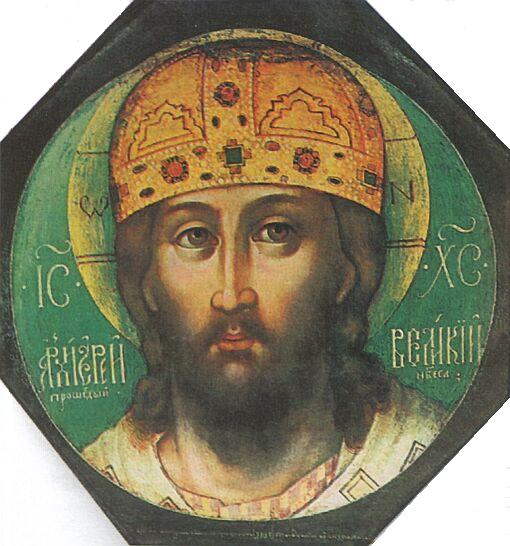
大司教キリスト(1658年)
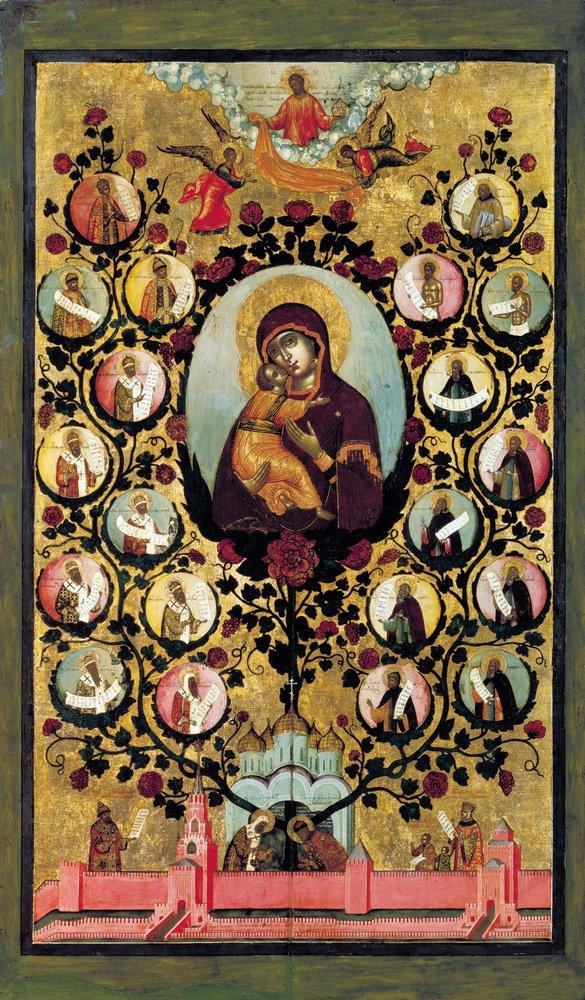
ロシア君主の木（ウラジーミルの生神女の賛美）(1668年)
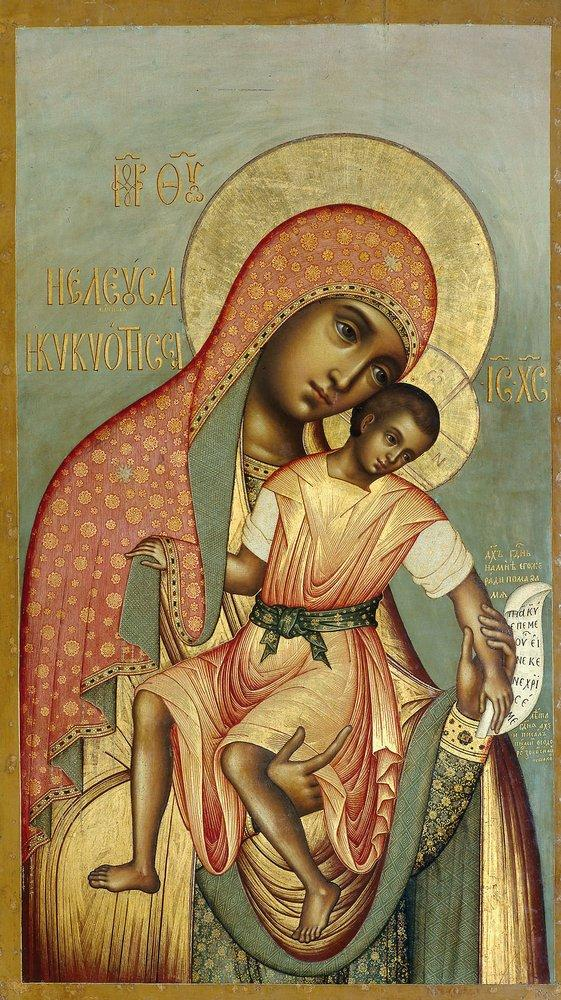
キッコスの神エレウサの母(1668年)
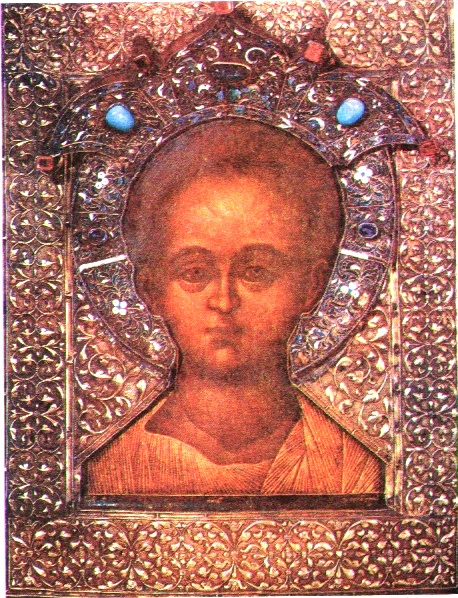
救い主エマヌイル(1668年)
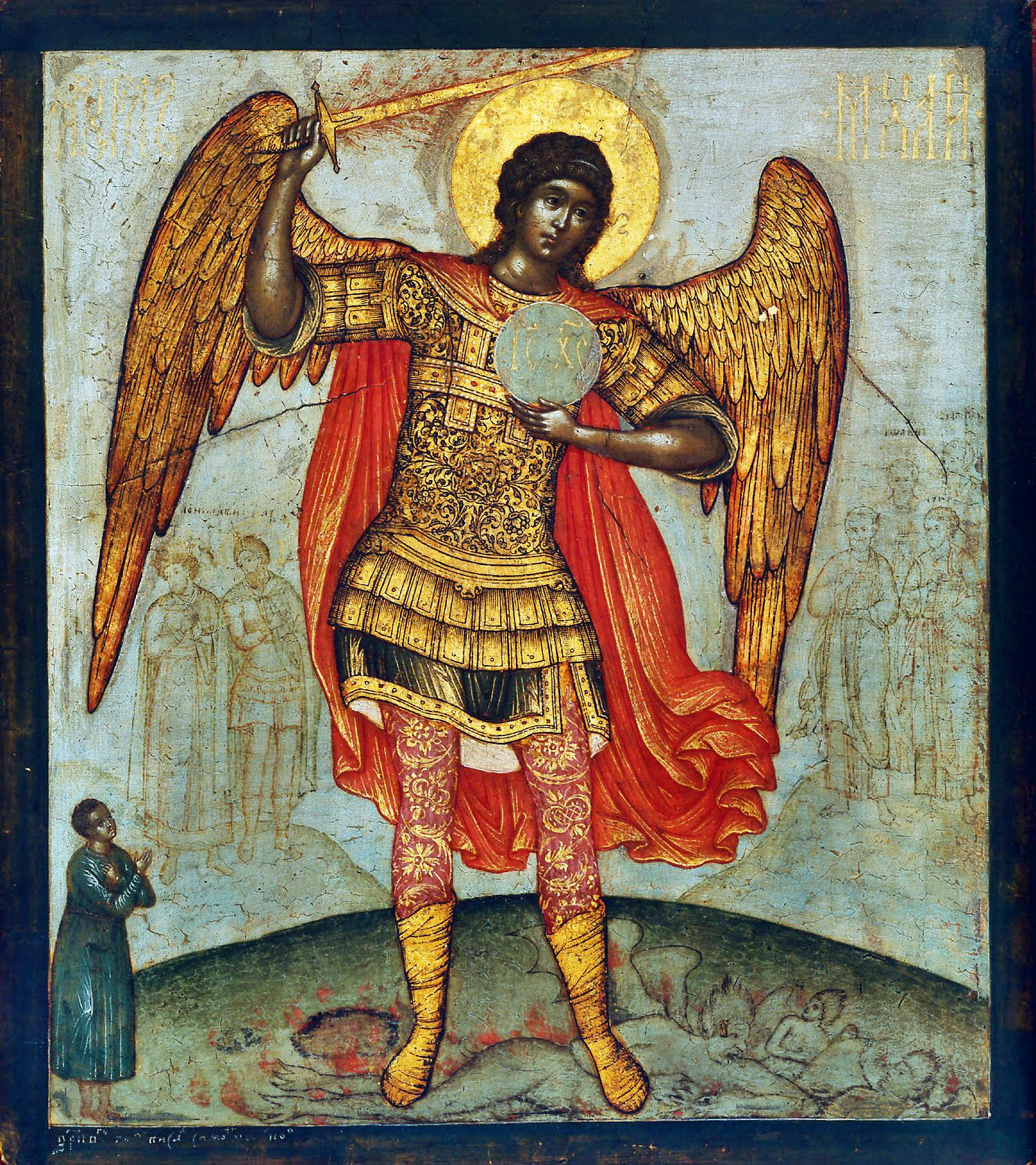
悪魔を踏みにじる大天使ミカエル(1676年)
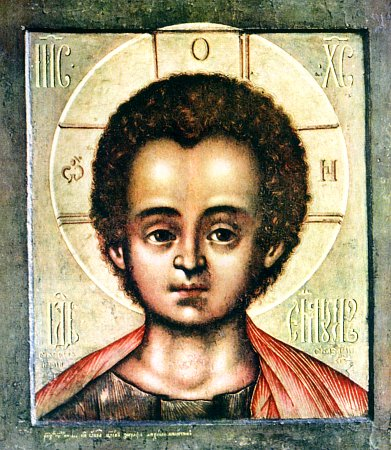
救い主エマヌイル(1686年)

## 文献
- Леонов А. Симон Ушаков: Русский художник XVII века: 1626—1686 / А. Леонов. — М.; Л.: Искусство, 1945. — 24, [10] с. — (Массовая библиотека). — 15,000 экз.

- Ананьева Т. А. Симон Ушаков. Л.: Издательство «Аврора», 1971.
- Симон Ушаков — царский изограф / Гос. Третьяковская галерея. — М., 2015. —528 с.